# Hügel-Fingerkraut
Das Hügel-Fingerkraut (Potentilla collina agg.), wenn es sich um die Art (Potentilla collina s. str.) und nicht um die Sammelart handelt genauer Echtes Hügel-Fingerkraut oder Gewöhnliches Hügel-Fingerkraut genannt, ist eine Sammelart aus der Pflanzengattung der Fingerkräuter (Potentilla) innerhalb der Familie der  Rosengewächse (Rosaceae). Sie ist in Europa verbreitet, aber meist selten.

## Beschreibung

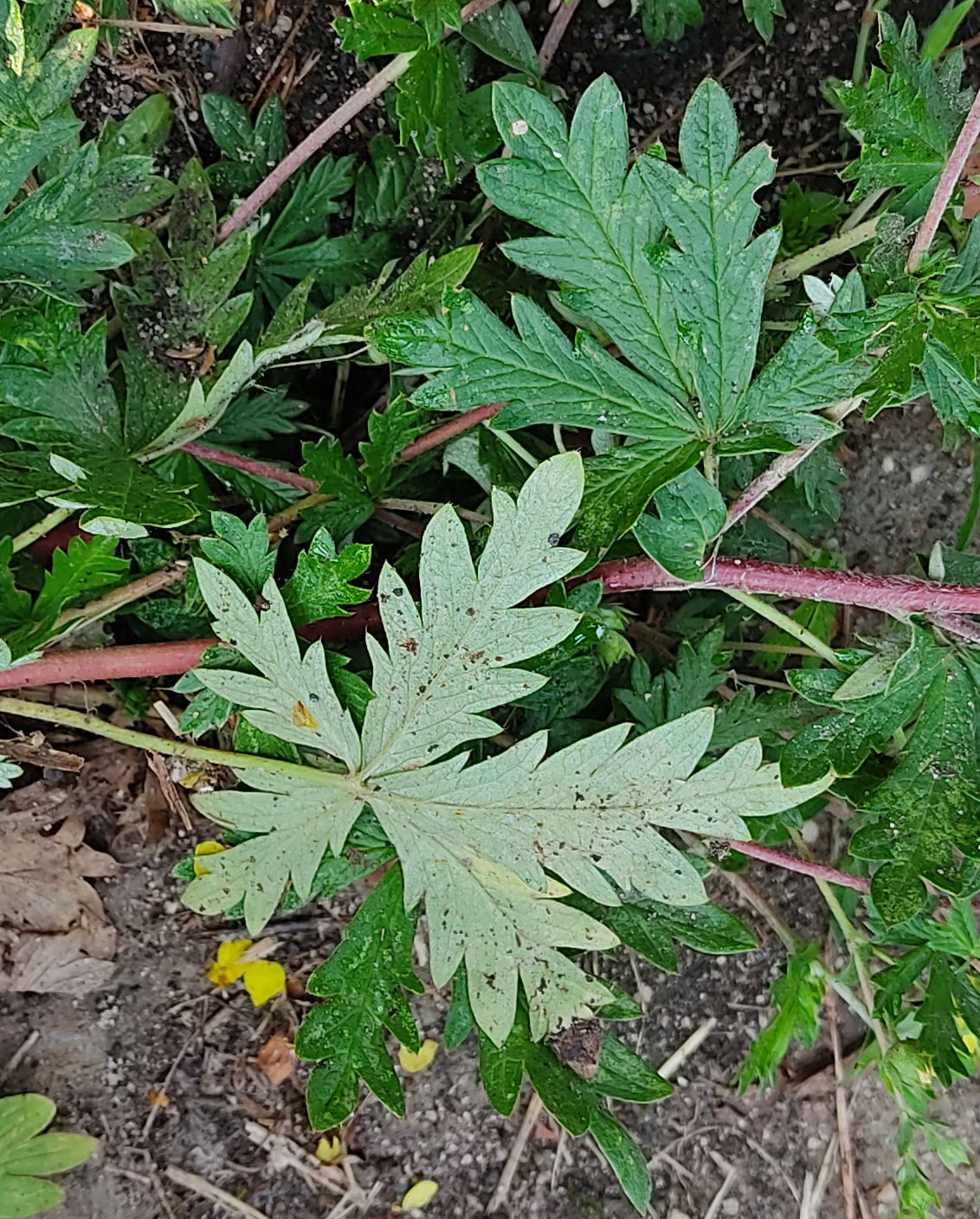
Potentilla x collina agg. (Laubblattober- und -unterseite)

### Erscheinungsbild und Laubblatt

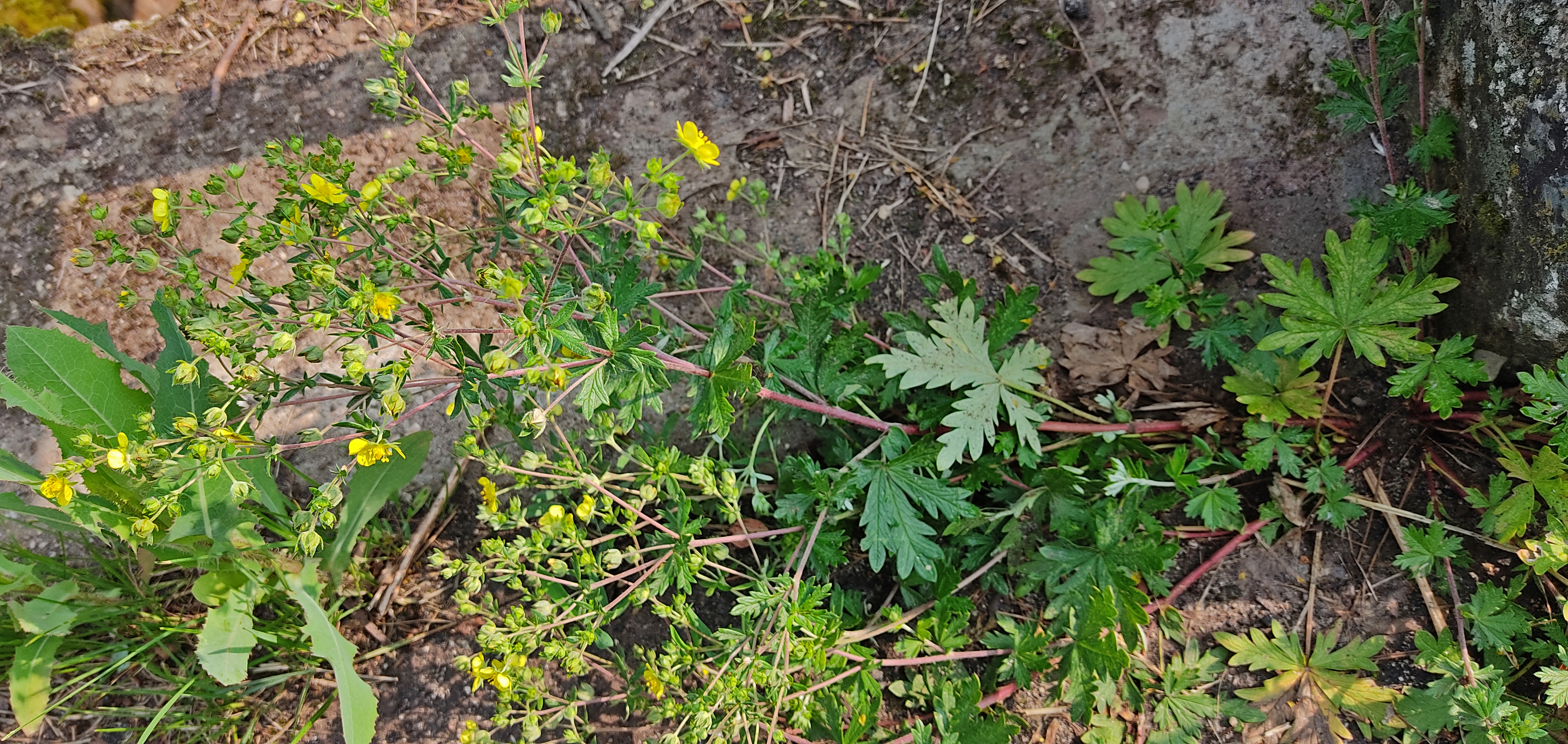
Potentilla x collina agg.

Das Hügel-Fingerkraut wächst als sommergrüne, ausdauernde (plurienn-pollakanthe) krautige Pflanze, und erreicht Wuchshöhen von 25 bis 35 Zentimetern. Sie weist zur Blütezeit keine nichtblühenden Blattrosetten auf, manchmal später im Jahr. Der niederliegende (nicht bei Potentilla collina s. str.) bis bogig aufsteigende oder selbständig aufrechte Stängel ist kräftig und kahl bis weiß behaart.
Die grundständigen und wechselständig verteilt am Stängel angeordneten Laubblätter sind in Blattstiel und Blattspreite gegliedert. Die gefingerte Blattspreite besteht aus meist fünf spatelförmigen Teilblättern. Der Blattrand ist nicht umgerollt und besitzt jederseits meist zwei bis drei, selten vier tief eingeschnittene Zähne, der Endzahn ist meist kürzer als die seitlichen Zähne. Die Blattoberseite ist locker kurz behaart und die Blattunterseite ist weißgrau-filzig behaart.

### Blütenstand, Blüte und Frucht
Die Blütezeit liegt in der Schweiz und in Deutschland zwischen Mai und Juli. In einem Blütenstand stehen wenige bis viele Blüten zusammen.
Die zwittrigen Blüten sind radiärsymmetrisch und fünfzählig. Die fünf eiförmigen Kelchblätter alternieren mit den fünf Nebenkelchblättern; wobei die Nebenkelchblätter meist gleich lang oder kürzer als die Kelchblätter sind. Die Kronblätter sind mindestens so lang wie die Kelchblätter. Die fünf freien, gelben Kronblätter sind 4 bis 7 Millimeter lang. Es sind viele Staubblätter vorhanden. Der Griffel ist an seiner Basis und im oberen Bereich konisch, aber oft etwa verdreht.
Es wird eine Sammelnussfrucht gebildet. Die Nüsschen besitzen Längen von 1,4 bis 1,7 Millimetern, Breiten von 0,8 bis 1,4 Millimetern sowie Dicken von 0,5 bis 0,9  Millimetern.

### Chromosomensatz
Die Chromosomengrundzahl beträgt n = 7. Es wurden unterschiedliche Ploidie-Stufen ermittelt, beispielsweise pentaploid also Chromosomenzahl mit 2n = 35, hexaploid mit 2n = 42 oder duodecaploid mit 2n = 84.

## Ökologie
Beim Echten Hügel-Fingerkraut handelt es sich um einen Hemikryptophyten und eine Halbrosettenpflanze.
Die Blüten sind homogam, das bedeutet, dass weibliche und männliche Blütenorgane gleichzeitig reifen. Das Echte Hügel-Fingerkraut vermehrt sich fakultativ oder obligat apomiktisch pseudogam (es ist eine Befruchtung nötig, damit sich das Endosperm entwickelt). Auch Bastardisierungen kommen vor. Dies führt zur Bildung einer Vielzahl unterschiedlicher Sippen.
Die Bestäubung erfolgt durch Insekten (Entomophilie). Blütenökologisch handelt es sich um Scheibenblumen mit halbverborgenem Nektar im Zentrum der Blüte.
Diasporen sind die Nüsschen.

## Vorkommen
Das Verbreitungsgebiet von Potentilla collina agg. reicht von Südwest- und Nord-, über Mittel- und Ost- bis Südosteuropa. Fundorte von Potentilla collina agg. gibt es im südlichen Schweden, in Deutschland, Österreich, in der Schweiz, im nördlichen Italien, in Polen, Tschechien, in der Slowakei, in Ungarn, Rumänien, Belarus, Litauen, Lettland, Moldawien, im südwestlichen Teil Russlands sowie in der Ukraine. In Mitteleuropa tritt das Echte Hügel-Fingerkraut vereinzelt vor allem in Weinbaugebieten auf, beispielsweise am Mittelrhein, an der Mosel, am Main und am Hochrhein. In den Zentralalpen findet man es selten.
Das Echte Hügel-Fingerkraut besiedelt sandige Rasen und Felsen. Es gedeiht meist auf kalkarmen, sandigen oder steinigen Böden und auf Standorten mit warmen Sommern.
Aus der Hügel-Fingerkraut-Artengruppe (Potentilla collina agg.) ist für Bayern nur Potentilla thyrsiflora gesichert, welche inzwischen aber als verschollen gilt. Angaben zu Potentilla collina s. str. sind meist Fehlbestimmungen, es gab sie in Bayern nur am Untermain.

## Systematik
Die Erstveröffentlichung von Potentilla collina erfolgte 1799 durch August Wilhelm Eberhard Christoph Wibel in Primitiae Florae Werthemensis, 2, S. 267. Synonyme für Potentilla collina Wibel sind: Potentilla wibeliana Th.Wolf nom. illeg., Potentilla argentea subsp. collina (Wibel) Bonnier & Layens.
Die Artengruppe um das Hügel-Fingerkraut (Potentilla collina agg.)  gliedert sich in folgende Arten:
- Potentilla alpicola De la Soie
- Potentilla alsatica T.Gregor
- Potentilla argenteiformis Kauffm.
- Echtes Hügel-Fingerkraut (Potentilla collina Wibel)
- Potentilla johanniniana Goiran
- Potentilla leucopolitana P.J.Müll.
- Potentilla lindackeri Tausch
- Potentilla praecox F.W.Schultz
- Potentilla rhenana Zimmeter
- Potentilla silesiaca R.Uechtr.
- Potentilla sterneri T.Gregor & Karlsson
- Potentilla thyrsiflora Zimmeter
- Potentilla wimanniana Günther & Schummel (Syn.: Potentilla collina subsp. wiemanniana (Günther & Schummel) Dostál, Potentilla guentheri Spreng.)
- Wismarer Hügel-Fingerkraut (Potentilla wismariensis T.Gregor & Henker)